# チリ硝石
チリ硝石（チリしょうせき、Chile saltpeter、Chilean nitrate、nitratine）は、硝酸塩鉱物の一種。化学組成はNaNO3（硝酸ナトリウム）、結晶系は三方晶系。ソーダ硝石ともいう。

## 産出地
日本では、栃木県に産する。同地で産する大谷石の表面にごく少量生成しているといわれる。
チリ硝石の生成原因には海藻の分解説、グアノ起源説、動植物の遺体のバクテリアによる分解説、根粒菌のような土壌微生物による大気中の窒素固定説などさまざまな説があり、確定していない。

## 用途・加工法
当初は火薬、その後は肥料の製造。

## サイド・ストーリー
19世紀に発見されたチリ硝石は、ヨーロッパへ輸出されるようになった。この発見により、有機物を積み上げて造る硝石の家内制手工業的な生産は衰退した。20世紀初頭の輸出量は年間200万トンを超える規模となり、硝石資源の枯渇も予測されるようになったことから、様々なアンモニアの人工合成法が模索されるようになった。この動きは、ハーバー・ボッシュ法の発明へ結びついていく。
チリにおける硝石生産は1930年代をピークに衰退し、タラパカ地方の生産地のハンバーストーン、サンタ・ラウラは、1960年代には200以上もの硝石工場跡を残したままゴーストタウン化した。2005年、これら廃工場群は世界遺産（ハンバーストーンとサンタ・ラウラの硝石工場群）として登録された。